# Andělská tvář
Andělská tvář est un film d'aventure tchèque sorti en 2002, réalisé par Zdeněk Troška. 
Il est basé sur un roman homonyme de Marie Körnerová. 

## Fiche technique
- Réalisation : Zdeněk Troška
- Pays de production :  République tchèque
- Date de sortie : 2002

## Distribution
- Michaela Kuklová : Charlotta Collierová
- Filip Blažek : Raoul De Mornay
- Jiří Pomeje : Filip De Mornay
- Dana Morávková : Margot Pinaudová
- Alena Vránová : Madame Pinaudová
- Naďa Konvalinková : Richterová
- Miriam Kantorková : La sage-femme
- Jitka Ježková : La sœur de Fauberg
- Květa Fialová : La mère supérieure
- Josef Vinklář : Le juge Pinaud
- Marek Vašut : Lecierc
- Jan Přeučil : Parson
- Jiří Krampol : Ludvík
- Rudolf Kubík : l'administrateur Michelet

## Production
Film coûteux, le producteur Jiří Pomeje a prêté de l'argent du Fonds d'État pour le soutien et le développement de la cinématographie tchèque, mais Pomeje n'a pas pu payer sa dette, car le film a été un échec commercial,. Pomeje a ensuite fait l'objet d'une enquête pour fraude financière,.